# Håxåskälens naturreservat
Håxåskälens naturreservat är ett naturreservat i Strömsunds kommun i Jämtlands län.
Området är naturskyddat sedan 2024 och är 26 hektar stort. Reservatet ligger sydväst om Hammerdal och består av grannaturskog med inslag av tall. 